# Herpetopoma
Herpetopoma là một chi ốc biển, là động vật thân mềm chân bụng sống ở biển thuộc họ Chilodontidae.

## Các loài
Các loài trong chi Herpetoma gồm có:
- Herpetopoma alacerrimum Dell, 1956
- Herpetopoma barbieri Poppe, Tagaro & Dekker, 2006
- Herpetopoma bella (Hutton, 1873)
- Herpetopoma benthicola Powell, 1937
- Herpetopoma eboreum Vilvens & Heros, 2003
- Herpetopoma foveolatum (A. Adams, 1851)
- Herpetopoma larochei (Powell, 1926)
  - Herpetopoma larochei larochei (Powell, 1926)
  - Herpetopoma larochei alacerrima Dell, 1956
- Herpetopoma mariae Finlay, 1930
- Herpetopoma naokoae Poppe, Tagaro & Dekker, 2006
- Herpetopoma pruinosum (Marshall, 1979)